# Marquesado de Du-Quesne
El Marquesado de Du-Quesne es un título nobiliario español otorgado por el rey AIlfonso XII, el 17 de septiembre de 1882, a favor de Francisco Du-Quesne y Arango, Rostán de Estrada y Quesada, diputado a Cortes (1881-1884), Coronel de Milicias en La Habana. 
El actual titular, desde 2006, es Julián de Zulueta y Du-Quesne, V marqués de Du-Quesne.

## Armas
«En campo de plata, un león, rampante, de sable.»

## Marqueses de Du-Quesne
|                                 | Titular                              | Periodo                         |
| Creación por el Rey Alfonso XII | Creación por el Rey Alfonso XII      | Creación por el Rey Alfonso XII |
| ------------------------------- | ------------------------------------ | ------------------------------- |
| I                               | Francisco Du-Quesne y Arango         | 1882-1895                       |
| II                              | Pedro Ignacio Du-Quesne y Montalvo   | 1901-1949                       |
| III                             | Pedro Claudio Du-Quesne y Zaldo      | 1950-1981                       |
| IV                              | María Antonia Du-Quesne y Goicoechea | 1981-2005                       |
| V                               | Julián de Zulueta y Du-Quesne        | 2006-Actual titular             |

## Historia de los marqueses de Du-Quesne
- Francisco Du-Quesne y Arango, I marqués de Du-Quesne, diputado a Cortes (1881-1884),[2] Coronel de Milicias en La Habana.

Nació en La Habana (Cuba) en 1853, donde falleció en 1895.
Era hijo de Pedro Du-Quesne y Roustán de Estrada, V marqués francés de Du Quesne, y de su esposa, Juana de Dios Arango y Quesada.
Casó en 1874 en La Habana con María de la Concepción Montalvo y Montalvo (1853-1918).
De cuyo matrimonio nacieron, al menos, cinco hijos:
1. Pedro Ignacio Du-Quesne y Montalvo (n.1880), que sigue;
2. María Jesús, quien casó con Francisco Manella y Corrales;
3. María de la Concepción, quien casó con Manuel de Figuerola-Ferrety y Martí, III marqués de Rialp;
4. María de las Mercedes; y
5. Juana de Dios, quien casó con Ramiro Cabrera y Marcaida.

Le sucedió, el 10 de agosto de 1901, su hijo primogénito:
- Pedro Ignacio Du-Quesne y Montalvo, II marqués de Du-Quesne.

Nació en Saint Pierre de Chaillot, París (Francia) en 1880; y falleció en Nueva York (Estados Unidos) en 1949.
Casó en La Habana (Cuba), en 1908, con Isabel de Zaldo y Lamar.
De cuyo matrimonio nacieron, al menos, cinco hijos:
1. Francisco Du-Quesne y Zaldo (1908-1914);
2. Pedro Claudio (n.1909), que sigue;
3. Carlos, quien casó con Olga Wilrycx y Fernández;
4. Ildefonso, quien casó con Delia Suárez y Martínez Giralt; y
5. María Jesús, quien casó con Justo García y Rayneri.

Le sucedió, el 13 de julio de 1950,  su hijo:
- Pedro Claudio Du-Quesne y Zaldo (n.1909), III marqués de Du-Quesne, Abogado.

1. Casó en La Habana (Cuba), en 1938, con María Antonia Goicoechea y González-Abreu (n.1914).

Le sucedió, por cesión inter vivos, el 24 de septiembre de 1981, su hija:
- María Antonia Du-Quesne y Goicoechea (?-2005), IV marquesa de Du-Quesne.

1. Casó con Julián de Zulueta y Abrisqueta.
2. Casó en segundas nupcias con Rafael Maestri y Juarrero.

Del primer matrimonio, tuvo como descendencia tres hijos:
1. María Antonia de Zulueta y Du-Quesne, quien casó con Carlos Narvarte.
2. Julián, que sigue; y
3. Beatriz.

Le sucedió, el 25 de octubre de 2006, su hijo primogénito:
- Julián de Zulueta y Du-Quesne, V marqués de Du-Quesne, Ingeniero Aeronáutico.

Nació en Miami (EE. UU.) en 1965.
Casó en 1987 con Mónica Beltrán y Sánchez de Fuentes (n.1966), doctor-ingeniero Industrial. Con descendencia (dos hijos).
Actual titular. El BOE del 6/10/2005 publicó Orden mandando expedir Real Carta de Sucesión a su favor en dicho título.